# 海峡新干线
《海峡新干线》是福建省广播影视集团东南卫视的一档涉台时事新闻栏目，于2004年5月1日开播，2016年7月改版，每晚22:00直播（周末间或者是特殊时期会延后并缩短播出时间），邀請黃暐瀚、賴岳謙、蔡正元、王丰、陳鳳馨、江岷欽等台灣知名嘉賓，透過中國大陸官方觀點進行報道，在中国大陆有着一定群体的收视率和关注度。